# Benoit Masset
Benoit Masset (29 juni 1990) is een Belgisch voetballer die uitkomt voor Stade Waremmien. Masset is een verdediger.

## Carrière
Bij de jeugdafdelingen kwam Masset uit voor Oreye, Borgworm en STVV. Bij die laatste club raakte hij in 2010 in de A-kern. Op 30 oktober 2010 debuteerde hij in eerste klasse tegen Germinal Beerschot. Hij viel in de 54e minuut in voor Sascha Kotysch. Enkele maanden later leende de club hem uit aan derdeklasser KSC Grimbergen. Na zijn terugkeer bleef Masset nog een half seizoen bij STVV, maar in januari 2012 verkocht de club hem aan RCS Verviétois. Masset speelde nadien nog voor RUW Ciney, RFC Liegeois en Stade Waremmien.

## Statistieken
Laatst bijgewerkt 05/11/10
| Seizoen | Club              | Land   | Reeks                  | Wed | Goals |
| ------- | ----------------- | ------ | ---------------------- | --- | ----- |
| 2010/11 | Sint-Truidense VV | België | Jupiler League         | 2   | 0     |
| 2010/11 | → KSC Grimbergen  | België | Derde Klasse B         | 13  | 0     |
| 2011/12 | Sint-Truidense VV | België | Jupiler League         | 0   | 0     |
| 2011/12 | RCS Verviétois    | België | Derde Klasse A         |     |       |
| 2012/13 | RCS Verviétois    | België | Derde klasse B         |     |       |
| 2013/14 | RUW Ciney         | België | Derde klasse B         |     |       |
| 2014/15 | RUW Ciney         | België | Derde klasse B         |     |       |
| 2015/16 | RFC Liegeois      | België | Derde klasse B         |     |       |
| 2016/17 | RFC Liegeois      | België | Tweede klasse amateurs |     |       |
| 2017/18 | Stade Waremmien   | België | Tweede klasse amateurs |     |       |
| 2018/19 | Stade Waremmien   | België | Tweede klasse amateurs |     |       |
|         |                   |        | Totaal                 | 15  | 0     |